# Unpredictable (Donatella)
| Recensione | Giudizio |
| ---------- | -------- |
| Rockol     |          |

Unpredictable è l'album d'esordio del gruppo musicale Donatella, pubblicato l'8 aprile 2013 dalla Sony Music Entertainment.
Il disco è stato pubblicato nel formato standard (composta da 12 tracce).

## Singoli
Dal disco vengono estratti rispettivamente, in ordine d'uscita, i singoli Fooled Again, Magic e Love Comes Quickly, cover del gruppo musicale inglese Pet Shop Boys. I primi due singoli sono stati accompagnati da video musicali.

## Tracce[2]
1. Fooled again – 3:46
2. Inner child – 4:14
3. Love Comes Quickly – 3:40
4. Magic – 3:39
5. We aren't nothing – 3:45
6. Waiting for you – 4:11
7. Thunder – 3:45
8. Unpredictable – 3:53
9. The reflection of feelings – 3:48
10. Fade to black – 4:06
11. Enemy – 3:11
12. Fooled again (acoustic version) – 3:46

## Classifiche
| Classifica (2013) | Posizione massima |
| ----------------- | ----------------- |
| Italia            | 40                |